# Phonogrammarchiv der Universität Zürich
Das Phonogrammarchiv der Universität Zürich (PAZ) ist ein Tonarchiv an der Universität Zürich. Seine Aufgaben umfassen das Sammeln, Dokumentieren, Auswerten und Publizieren von Tonaufnahmen in allen Schweizer Dialekten aller vier Landessprachen.

## Geschichte
Das Phonogrammarchiv wurde 1913 als selbständige Organisationseinheit gegründet, die direkt der Erziehungsdirektion unterstellt war, aber der Universität Zürich angegliedert wurde. Beteiligt waren dabei Albert Bachmann, Robert von Planta und Louis Gauchat. Als erster technischer Leiter wurde Otto Gröger eingesetzt. 1999 wurde das Phonogrammarchiv als Institut in die Philosophische Fakultät der Universität Zürich eingegliedert. 2014 wurde es als Einrichtung dem Institut für Vergleichende Sprachwissenschaft zugeordnet. Seit 1. Januar 2018 ist das Phonogrammarchiv Teil des Instituts für Computerlinguistik.
Anfangs kamen für die Aufnahmen Wachswalzen zum Einsatz. Wegen der besseren Tonqualität von Grammophonplatten liess das Institut von 1924 an seine Aufnahmen durch Wilhelm Doegen von der Lautabteilung der Preussischen Staatsbibliothek besorgen. Finanzielle Gründe führten schliesslich zu einem Ende der Kooperation. Die letzten Aufnahmen in Zusammenarbeit mit der Lautabteilung in Berlin fanden 1929 statt. Danach machte sich das Phonogrammarchiv Zürich auf die Suche nach verschiedenen Tonaufnahme-Systemen, um sich mit einer eigenen Apparatur selbständig zu machen. Nach gründlicher Überlegung erwarb man schliesslich das «System Domofon», mit dem man auf Gelatinefolien aufnehmen konnte. 1948 wurden zwei Webster Wire Recorder beschafft, bei denen das Tonmaterial magnetisch auf einem dünnen Stahldraht aufgezeichnet wurde. 1957 wurde das erste Tonbandgerät gekauft. Als die ersten DAT-Rekorder ab 1990 auf den Markt kamen, stand erstmals eine Technik zur Verfügung, die digitale Feldaufnahmen ermöglichte.

## Aufnahmen
Die ersten Phonogramme, die den Grundstock der Sammlung bilden, wurden ab Juni 1909 von Albert Bachmann gemacht. Unterstützt wurde Bachmann dabei vom Wiener Germanisten Joseph Seemüller. Während man sich im ersten Jahr der Aufnahmetätigkeit nur auf deutsche Mundarten konzentriert hatte, wurden ab 1910 auch die anderen Landesteile berücksichtigt. Durch Robert von Planta wurden bei einem Treffen in Thusis etliche rätoromanische Informanten aufgenommen. Für die Schweizerische Landesausstellung 1914 veröffentlichte das Phonogrammarchiv eine Auswahl seiner Aufnahmen als «XXXVI. Mitteilung der Phonogrammarchivs-Kommission der Kaiserlichen Akademie der Wissenschaften in Wien». 1939 wurde als Beitrag für die Landesausstellung in Zürich unter dem Titel «Stimmen der Heimat» 18 Schallplatten mit Dialektaufnahmen herausgegeben. Die aufwändige Produktion bot nicht zuletzt auch einen Querschnitt durch die damalige Schweizer Mundartliteratur. Konnten für das Projekt doch unter anderen Simon Gfeller, Otto von Greyerz, Traugott Meyer und Alfred Huggenberger dafür gewonnen werden, eigene Texte einzusprechen. In den 1970er-Jahren legte das Phonogrammarchiv den Fokus seiner Arbeit auf die Mundarten des Kantons Tessin und es wurde eine grosse Zahl von Aufnahmen der dortigen lombardischen Dialekte angefertigt. In den 1980er-Jahren wurde ein langjähriges Projekt zur Zweisprachigkeit am Hinterrhein durchgeführt. Das Interesse an städtischen Soziolekten bewegte Beat Siebenhaar und Fredy Stäheli in den 1990er-Jahren, sich mit dem Stadtberndeutschen auseinanderzusetzen. Seither lag der Fokus der Arbeiten am Phonogrammarchiv weniger auf Neuaufnahmen, als vielmehr in der Wieder- und Neuveröffentlichung historischer Aufnahmen.